# 平岡廣高
平岡 廣高（ひらおか ひろたか、1860年 - 1934年）は、東京京橋竹川町の料亭・花月楼の経営者。

## 概要
多賀家に生まれ、平岡家に養子に入った。平岡権八郎は弟半蔵の長男で養子。また兄は明治から昭和の初めまで活躍した競馬会の重鎮多賀一と伝わる。雅号は『得甫』。
- 1914年、鶴見に2万5千坪の遊園地、花月園を開園させたことでも知られる（跡地は現在の花月園競輪場）。
- 1915年、当年の優勝内国産馬連合競走を勝利した競走馬トクホ号は平岡氏の馬とされる。

## 著書
- 墨堤花月華壇（ボクテイ カゲツ カダン）
  - 出版地：東京（明治33年10月）